# Ortiagó
Ortiagó (en grec antic Ορτιάγων, Ortiágon) era un dels tres tetrarques que governaven a la regió de Galàcia quan aquest país va ser envaït pels romans sota el comandament de Gneu Manli Vulsó l'any 189 aC.
Va ser derrotat al Mont Olimp i va haver de fugir. Polibi el descriu com a liberal, magnànim, intel·ligent i vencedor i brau en les guerres, i diu que de no haver topat amb els romans hauria unificat tota Galàcia sota el seu poder.